# Zenodorus orbiculatus
Zenodorus orbiculatus là một loài nhện trong họ Salticidae.
Loài này thuộc chi Zenodorus. Zenodorus orbiculatus được Eugen von Keyserling miêu tả năm 1881.